# Дев'яте (пам'ятка природи)
Дев'яте — ботанічна пам'ятка природи місцевого значення в Україні. Об'єкт розташований на території Ковельського району Волинської області, на північний захід від села Вербівка.
Площа — 9,2 га, статус отриманий у 1993 році. Перебуває у користуванні ДП «Прибузьке ЛГ», Забузьке лісництво кв. 22, вид. 1. 
Охороняється ділянка сосново-дубового лісу із домішкою берези повислої 1 бонітету віком близько 120 років.

## Галерея

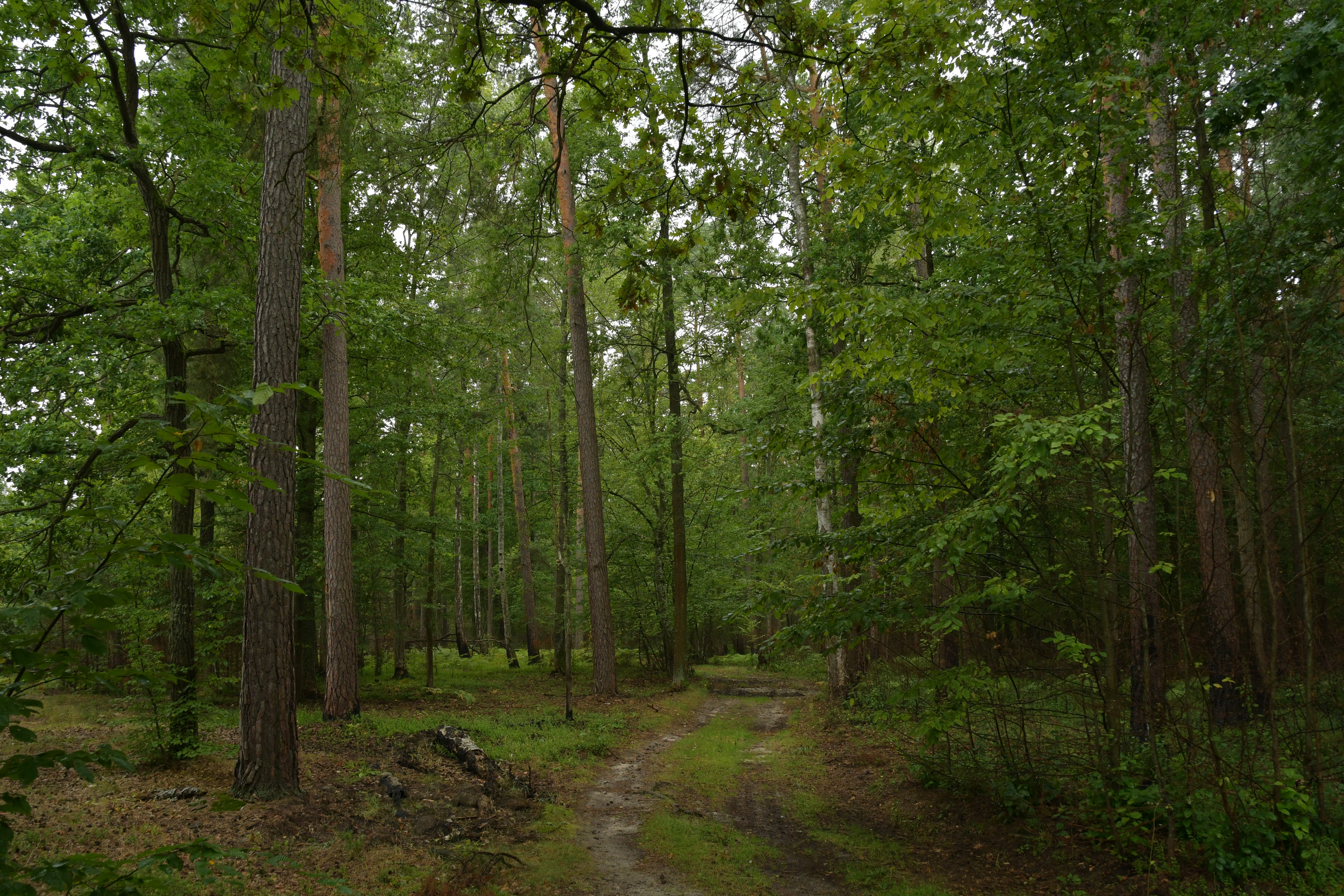
Вигляд з півдня
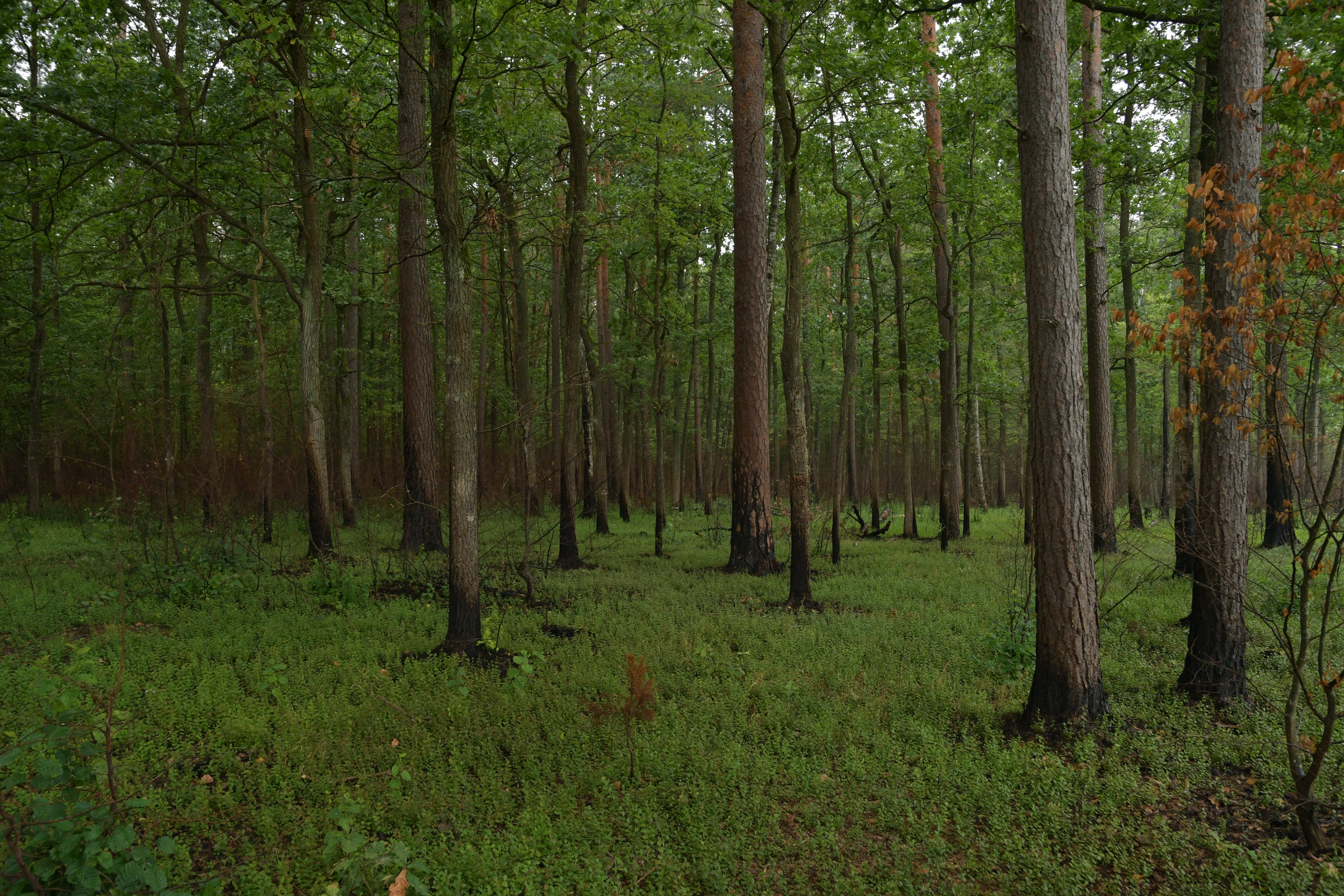
Загальний вигляд
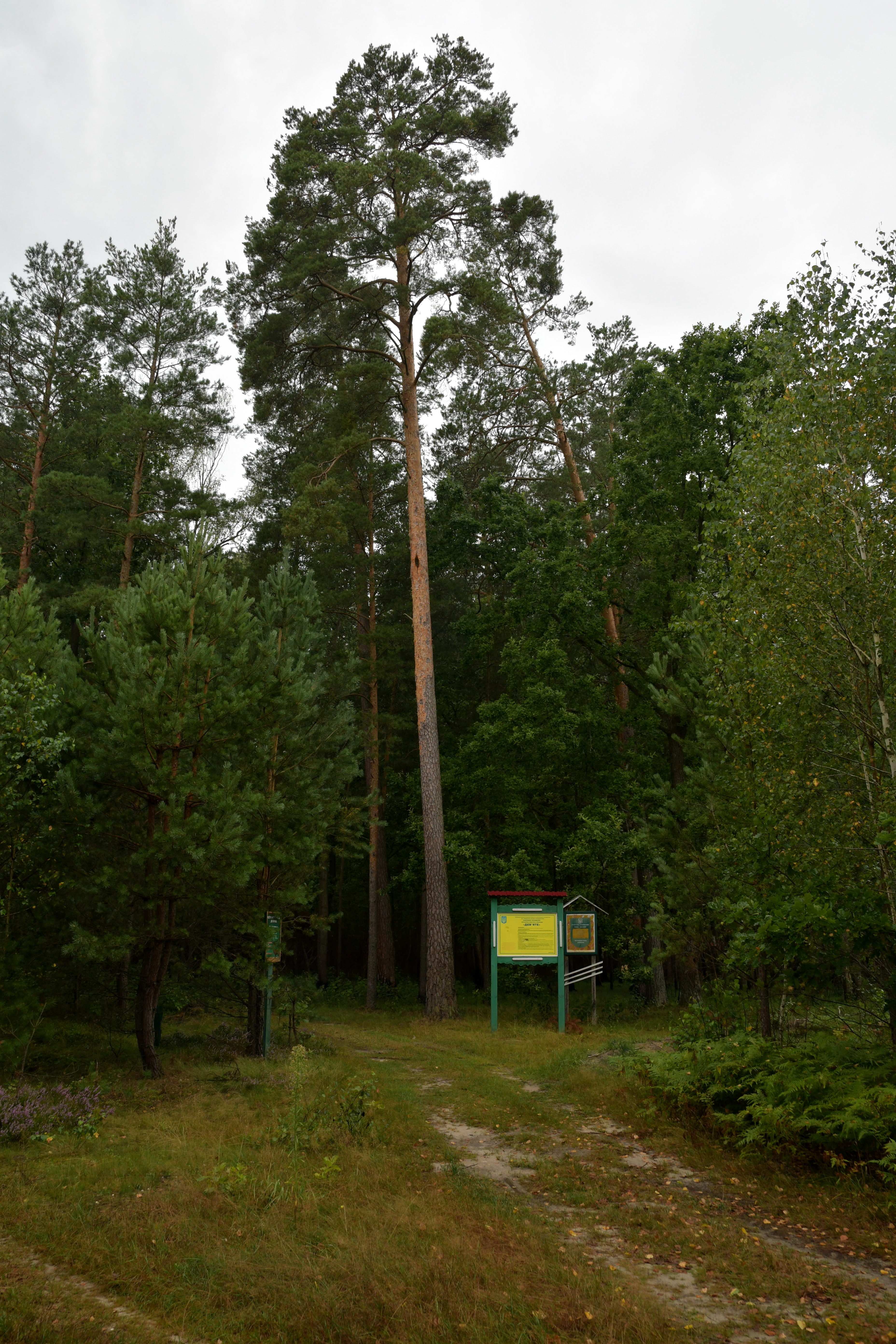
Вигляд з охоронними дошками